# Estádio Comendador Agostinho Prada
O Estádio Comendador Agostinho Prada, conhecido por "Pradão", é um estádio de futebol localizado na cidade de Limeira, no estado de São Paulo, Brasil.
Tem capacidade para 9.813 pessoas. É o estádio onde o Independente Futebol Clube manda seus jogos. O nome é em homenagem a Agostinho Prada.

## História
O estádio foi inaugurado em 10 de julho de 1946.
O estádio foi cedido pela Companhia Prada, a título precário, ao Independente FC. Os diretores do clube deram início a uma campanha para sócios patrimoniais com o objetivo de recolher fundos para ampliar as instalações das arquibancadas do Estádio. Com o resultado dessa campanha popular, as arquibancadas do Pradão foram ampliadas, aumentando então a capacidade de público de duas mil pessoas para quase 12 mil. Essa reforma custou naquela época, cerca de um milhão de cruzeiros aos cofres do clube, sem qualquer tipo de verba oficial. Com essa reforma, o Estádio passou a atender as exigências impostas pela Federação Paulista de Futebol.
Em 6 de abril de 1975, teve a reinauguração do Pradão e para este jogo, o Independente recebeu a Portuguesa de Desportos e o jogo terminou empatado em 2 a 2.
Em 1999 o estádio passou por outra reforma.